# Lehrerkollegium
Lehrerkollegium (englisch teaching staff), ein Kompositum aus „Lehrer“ und lateinisch collegium ‚Amtsgemeinschaft‘, bezeichnet die Gesamtheit der an einer Bildungseinrichtung tätigen Lehrkräfte. Es handelt sich um Berufsgenossen, die gemeinsam für bestimmte Bildungsaufgaben zuständig und berufen sind.

## Begriffsherkunft
Nach dem enzyklopädischen Wörterbuch von Hermann Menge  waren die Begriffe „collega“  und „collegium“ mit der Bedeutung „Amtgenosse“ bzw. „Amtsgemeinschaft“ bereits in der vorchristlichen Römischen Antike für verschiedene Berufsgruppen gebräuchlich. Sie etablierten sich etwa als „collegium pontificum“ (= Priestergemeinschaft), als „collegium augurum“ (= Beamte der Seherschaft) oder als „collegium mercatorum“ (= Händlergilde). Menge erwähnt in seiner Enzyklopädie, dass Diktator Sulla (138 – 78 v. Chr.) das „Collegium der Pontifices“, welches seit 300 v. Chr. noch aus 8 Mitgliedern bestand, auf 15 erweiterte.
Die etymologischen Deutungen sind unterschiedlich. So lässt sich der Begriff auch als Verbindung aus dem Präfix „con/com“ („mit“, „zusammen“) und dem Substantiv „lex“ („Gesetz“) verstehen, was das Verständnis naheliegt, dass es sich bei dem Kollegium um eine Gruppe von Menschen handelt, die als Amtsgenossen unter demselben Recht stehen. Die Wortbedeutung kann aber auch aus dem lateinischen Grundwort „se colligere“ („sich zusammenschließen“) erklärt werden. Es handelt sich jedenfalls immer um eine Berufsgemeinschaft von Personen gleichen Amtes oder ähnlicher Funktion, hier der Lehrerschaft.

## Charakteristik
Das normale Verhältnis der Mitglieder eines Lehrerkollegiums untereinander wird mit dem Ausdruck „Kollegialität“ umschrieben. Diese ist von gegenseitigem Respekt, von Solidarität und Kooperationsbereitschaft gekennzeichnet. Die Norm des alltäglichen Umgangs miteinander ist also positiv definiert und wird mit dem Ausdruck „kollegiales Verhältnis“ etikettiert. Von dieser Norm abweichende Verhaltensweisen werden als „un-kollegial“ und damit verwerflich gewertet. Sie isolieren den betreffenden Kollegen in seinem Kollegium. Der unkollegial denkende und handelnde Kollege entfernt sich aus der Solidargemeinschaft. Er gilt als Auslöser von Zwietracht und Streit. Gravierende Abweichungen von der auch vom Arbeitgeber geforderten Kollegialität können in der Personalakte vermerkt werden.
Die Bezeichnungen „kollegial“ und „Kollegialität“ drücken ein Verhalten wohlwollender, harmonischer, friedfertiger, auf Konsens ausgerichteter, konstruktiver Zusammenarbeit unten den Lehrern einer Bildungseinrichtung aus.

## Typologie
Der Pädagoge Christian Theobald Caselmann hat zur Fixierung bestimmter Wesens- und Verhaltensmerkmale von Lehrern zwischen einem vorrangig paidotrop und einem eher logotrop orientierten Lehrertypus unterschieden Diese unterschiedlichen Verhaltensmuster können sich tendenziell auch in einer gleichsinnigen Mentalität ganzer Lehrerkollegien niederschlagen. Die Mentorenarbeit bietet sich an, die ihnen zugewiesenen Lehramtsanwärter (Referendare) auf das eigene Schulprofil hin zu beeinflussen.
Aufgrund ihrer Interessenlage und ihres langen, auf bestimmte Fächer ausgelegten Studiums sind Gymnasiallehrer und Hochschullehrer prinzipiell eher unter der wissenschaftsorientierten Lehrerschaft zu finden, während Grundschullehrer- und Sonderschullehrer-Kollegien, die sich vorrangig Erziehungsaufgaben verpflichtet fühlen, eher dem kindnahen Typus zuneigen.  Diese freiwillige Zuordnung lässt sich schon bei der Wahl der Studienausrichtung durch die Lehramtsanwärter beobachten.

## Bedeutung
Das Wort „Lehrerkollegium“ bezeichnet für Außenstehende zunächst nur den Sachverhalt einer Ansammlung von Lehrkräften an einer Bildungseinrichtung. Sie sagt noch nichts über den inneren Zustand dieser Gemeinschaft aus. Sie enthält noch keinerlei Wertung über Harmonie oder Disharmonie innerhalb des Lehrkörpers. An einer gemeinsamen Bildungseinrichtung tätig zu sein, bedeutet noch nicht automatisch, auch verträglich miteinander umzugehen und zu arbeiten. Ein „kollegiales Verhältnis“ im Kollegium zu entwickeln ist zwar eine sinnvolle Forderung, aber keine selbstverständliche Gegebenheit. Eine konstruktiv an den gemeinsamen Bildungsaufgaben arbeitende Lehrerschaft hat aber Einfluss auf das spezielle Schulklima und spiegelt sich in ihm wider. Das entsprechende Gesamtbild der Bildungseinrichtung wird von der Öffentlichkeit und der Schulaufsichtsbehörde beobachtet. Das Duzen oder Siezen im Kollegium können Indikatoren sein für das Atmosphärische im Lehrerzimmer oder die persönliche Nähe einzelner Kollegen oder Gruppen zueinander, müssen aber nicht ausschlaggebend sein für die praktizierte Kollegialität.

## Probleme
Jede Schulgemeinschaft benötigt eine positive Ausstrahlung seiner Bildungseinrichtung nach außen und, damit verbunden, einen inneren Frieden. Grundlage dafür sind einerseits die öffentlich präsentierte Vorstellung eines bestimmten Bildungskonzepts und auf der anderen Seite eine hohe Glaubwürdigkeit des Lehrerkollegiums, das dieses vertritt und umzusetzen versucht. Die Lehrerschaft muss sich dieser Verantwortung bewusst und die gemeinsamen Bildungsvorstellungen im Konsens umzusetzen bereit sein. Wenn jedoch einzelne Lehrkräfte oder Gruppen von Lehrern aus persönlichen oder bildungspolitischen Gründen statt miteinander gegeneinander arbeiten oder sich von Eltern oder Schülern in ihrer Lehrweise oder in ihren pädagogischen Entscheidungen gegeneinander ausspielen lassen, gefährdet das nicht nur den Schulfrieden, sondern ist auch der Außenwirkung der Schule abträglich. Das Kollegium wird insgesamt in seinen pädagogischen Bestrebungen unglaubwürdig, und es entsteht eine negative Außenwirkung. Die Schule büßt an Ansehen ein. Es wird daher von Bildungspolitikern als unverzichtbar angesehen, dass die Schulgemeinschaft unter der Verantwortung von Rektorat und Kollegium einvernehmlich auf die gemeinsamen Bildungsziele hinarbeitet.
Ein anderes Problemfeld tut sich mit einer unter Umständen umstrittenen pädagogischen Schulphilosophie auf, was zur Bildung von Konformitäten oder sogar Konformismus in der Ausrichtung eines Kollegiums, aber auch zu Spaltungen führen kann. So kontrastierten im historischen Rückblick etwa antiautoritäre und autoritäre Vorstellungen in den Bildungsvorstellungen miteinander, bei denen Befürworter und Gegner einander in Öffentlichkeit und Bildungspolitik heftig bekämpften. So wurde etwa  der Schulgründer von Summerhill, Alexander Sutherland Neill, zu einem Vordenker der antiautoritären Schulerziehung, der in seinem Sinne denkende Mitarbeiter in seinen Kollegien versammelte.
Auf der anderen Seite bestimmten und bestimmen auch autoritäre Strukturen weiterhin den Schulalltag, werden kontrovers diskutiert und teilweise als Autoritative Erziehung abgemildert. Auch sie konformieren oder spalten Lehrerkollegien und müssen auf konsensbedachter demokratischer Ebene bewältigt werden. In diesem Sinne spricht der Pädagoge Bernhard Bueb, langjähriger Leiter der Schule Schloss Salem in einer viel diskutierten Publikation das Problem des Auseinanderfallens von Strukturen und deren Wirkung bei zu lascher Disziplin und Moralvorstellungen im Schulbetrieb an.
Die genannten Publikationen legen die Problemlage offen, dass bei zu einheitlich ausgerichteten Lehrerkollegien die Gefahr der Ideologiebildung und Einseitigkeit besteht, während bei stark divergent zusammengesetzten Kollegien das Risiko eines erhöhten gesellschaftspolitischen oder auch didaktischen Konfliktpotenzials zutage tritt. Eine zu einseitig auf Erziehungsprobleme ausgerichtete Lehrerschaft läuft Gefahr, einen zu verspielten, stofflich unterfordernden Unterricht zu bieten, während ein zu stark leistungsorientiertes Lehrerverhalten in die Gefahr eines zu gelehrtenhaften, stofflich überfordernden Ausleseverfahrens gerät. Die vorgesetzte Schulbehörde lässt den einzelnen Schulen im Rahmen der Schulentwicklung weite Spielräume für eine eigene Profil- und Lehrerfortbildung. Sie achtet aber sehr auf die Einhaltung des Konsensweges.

## Solidarisierungsgefahren
Wenn sich ein Kollegium in krasser Form als eine verschworene Gemeinschaft versteht und sich – um dem Image der Schule und einzelner Lehrer nicht zu schaden – auch bei erheblichen Verfehlungen nach außen abschirmt, kann dies unabsehbare Auswirkungen haben, wenn dies doch öffentlich wird. Die Folgen sind an Beispielen solcher Schulgemeinschaften und Kollegien sichtbar geworden:
In der Vergangenheit gerieten einige private Schuleinrichtungen ins Blickfeld der Öffentlichkeit, die sich in Verruf gebracht hatten, weil ihre Kollegien nicht nur verwerfliche, sondern sogar kriminelle, strafbare Auswüchse in ihren Reihen jahrelang gedeckt hatten. So kamen die pädophilen Verfehlungen des Schulleiters Gustav Adolf Wyneken, Gründers der Freien Schulgemeinde Wickersdorf, erst ans Tageslicht, vor Gericht und zur Verurteilung, nachdem ein Aushilfslehrer diese unter Ausbrechen aus der in der Schulgemeinde propagierten und praktizierten Solidargemeinschaft zur Anzeige gebracht hatte. Unter einer pathetisch beschworenen Kameradschaftsidee waren strafbare homoerotische Abhängigkeiten gepflegt worden, die nicht nach außen dringen sollten.
Große öffentliche Aufmerksamkeit erlangte auch der Skandal um die Odenwaldschule, in deren Mauern durch den Schulleiter Gerold Becker und verschiedene Lehrkräfte unter dem Gütesiegel der Reformpädagogik seit Ende der 1990er-Jahre jahrzehntelanger systematischer sexueller Missbrauch von Kindern und Jugendlichen beiderlei Geschlechts betrieben wurde. Berichterstatter sprachen nach der späten Aufdeckung von einem „Nest von Pädophilen“, deren kriminelle Machenschaften jahrelang vertuscht wurden, indem sich das Kollegium in einem missverstandenen Kameradschaftsethos und einer fehlgeleiteten Solidarisierungspraxis gegenseitig deckte. Jürgen Oelkers spricht von einer in Verbrechen verstrickten „Ordensgemeinschaft“ und Jens Brachmann von einem „Tätersystem“ im Rahmen der Lehrerschaft.  Die Skandale machen deutlich, dass schon in der Lehrerbildung der Grundstein gelegt werden muss für die ethische Unterscheidung zwischen der Notwendigkeit der Bildung einer sinnvollen Solidargemeinschaft im Rahmen des Lehrerkollegiums und der gewissensverpflichteten Notwendigkeit der Verweigerung der Solidarität bei eklatanten Auswüchsen.